# جاك شابيرو
جاك شابيرو (بالإنجليزية: Jack Shapiro)‏ هو لاعب كرة قدم أمريكية أمريكي، ولد في 22 مارس 1907 في نيويورك في الولايات المتحدة، وتوفي في 5 فبراير 2001 في كارولتون في الولايات المتحدة.

## وصلات خارجية
- جاك شابيرو على موقع مرجع كرة القدم المحترفة.كوم (الإنجليزية)